# Liste der Bodendenkmäler in Hilchenbach
Die Liste der Bodendenkmäler in Hilchenbach enthält die denkmalgeschützten unterirdischen baulichen Anlagen, Reste oberirdischer baulicher Anlagen, Zeugnisse tierischen und pflanzlichen Lebens und paläontologischen Reste auf dem Gebiet der Stadt Hilchenbach im Kreis Siegen-Wittgenstein in Nordrhein-Westfalen (Stand: September 2020). Diese Bodendenkmäler sind in Teil B der Denkmalliste der Stadt Hilchenbach eingetragen; Grundlage für die Aufnahme ist das Denkmalschutzgesetz Nordrhein-Westfalen (DSchG NRW).
| Bild | Bezeichnung                                                      | Lage        | Beschreibung | Bauzeit | Eingetragen seit | Denkmal- nummer |
| ---- | ---------------------------------------------------------------- | ----------- | ------------ | ------- | ---------------- | --------------- |
|      | Wälle und Gräben im Bereich der Burgruine Ginsberg               | Grund       |              |         | 22.10.1985       | 1               |
|      | Bergbauwüstung Altenberg                                         | Müsen       |              |         | 22.06.1991       | 2               |
|      | Schanze auf der Ginsburger Heide                                 | Grund       |              |         | 03.02.1995       | 3               |
|      | Wegereste des sog. Kriegerweges                                  | Hilchenbach |              |         | 30.06.1997       | 4               |
|      | Landwehr am Giller                                               | Lützel      |              |         | 09.05.1995       | 5               |
|      | Hohlwege nördlich. Von Müsen am Weg nach Silberg u. Brachthausen | Müsen       |              |         | 30.06.1997       | 6               |
|      | Überreste der Antonius-Kapelle                                   | Grund       |              |         | 30.04.2019       | 7               |